# Médaille commémorative de l'expédition de Chine (1860)
Pour les articles homonymes, voir Médaille commémorative de l'expédition de Chine.
La médaille commémorative de l'expédition de Chine est une décoration militaire française du Second Empire.

## Historique
Napoléon III et le Royaume-Uni ont mené deux actions militaires en Chine durant la seconde guerre de l'opium pour ouvrir ce pays au commerce étranger. La première intervention, en 1857, aboutit à la prise de Canton et au traité de Tien-Tsin. La seconde, en 1860, s'acheva par le sac du Palais d'Été, à Pékin, et un nouveau traité imposa aux Chinois l'ouverture de onze ports au commerce.
C'est pour commémorer cette dernière intervention que fut créée la médaille commémorative de l'expédition de Chine, par un décret du 23 janvier 1861.

## Ruban

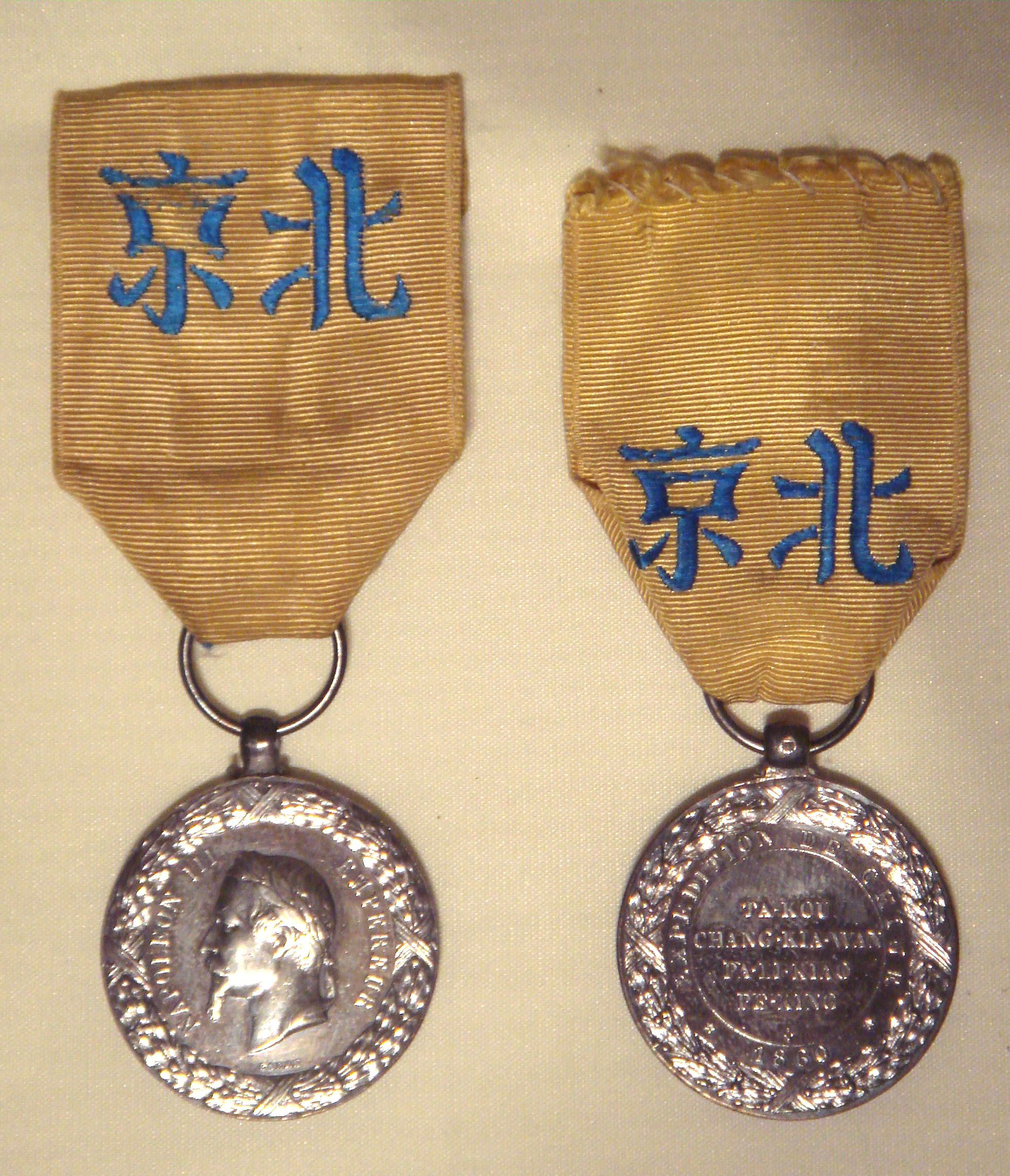
Avers et revers de la médaille.

Le ruban est jaune avec l'inscription bleue en chinois du mot « Pékin » (京北).

## Médaille
À l'avers, au centre, l'effigie de Napoléon III couronné de lauriers et l'inscription « Napoléon III Empereur ». Au revers, les inscriptions des batailles de Ta-kou, Chang-Kia wan, Pa-li-kiao, Pe-king.

## Titulaires de la médaille de l'expédition de chine

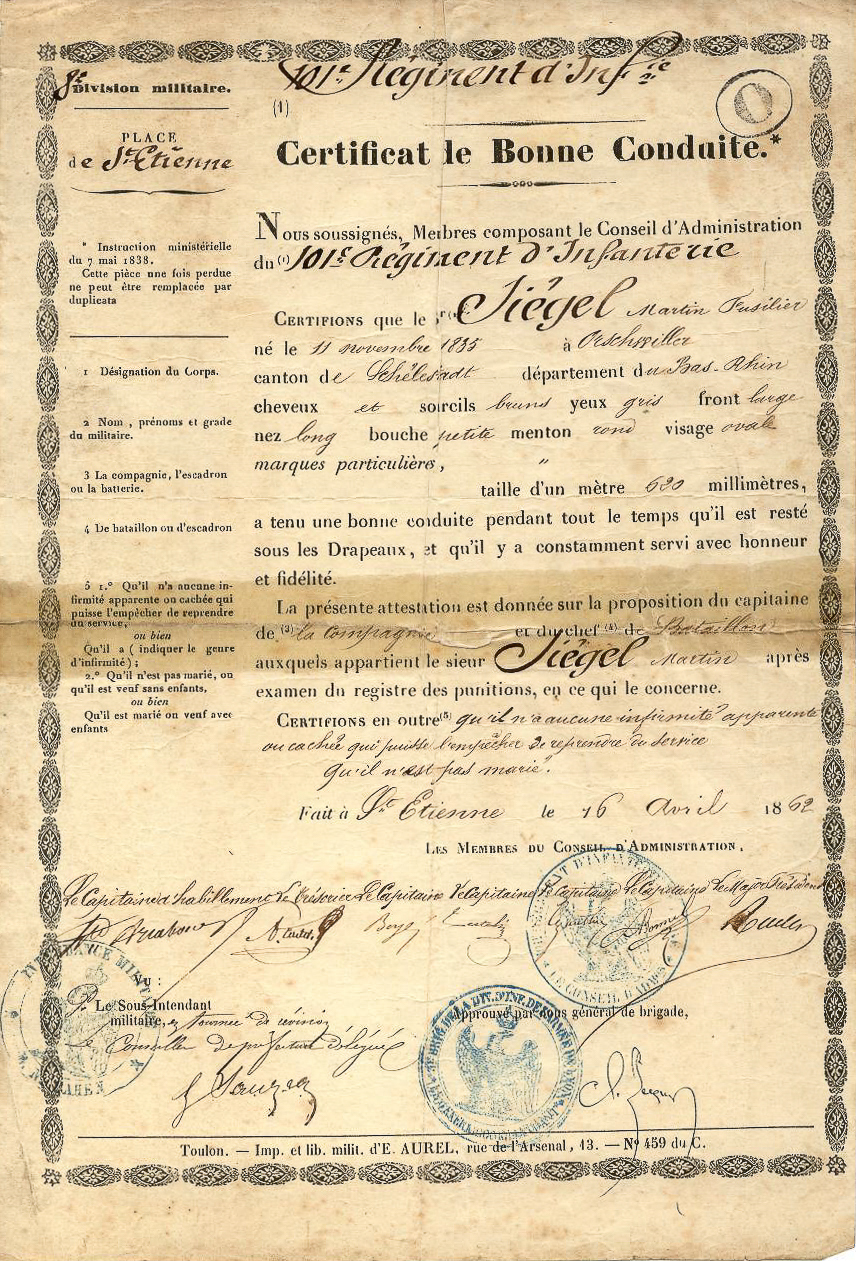

- Henri Rieunier (1833-1918) - Première phase de la deuxième guerre de l'opium (1857-1858).
- Martin Siegel (1835-1921)  101 régiment Infanterie de Ligne
- Omer Arsène Blot (1824-1894) général de corps d'armée française

## Brevet
Selon le ministère d'appartenance du militaire ou du civil, le brevet d'attribution de la médaille commémorative de l'expédition de Chine a différents en-têtes. Une étude établit que les brevets ont été attribués ainsi : 
| Ministère           | Nombre |
| ------------------- | ------ |
| Guerre              | 6 680  |
| Marine              | 12 000 |
| Finances            | 19     |
| Affaires étrangères | ?      |

Il est possible que le ministère des Affaires étrangères ait aussi délivré des brevets.

### Lien externe

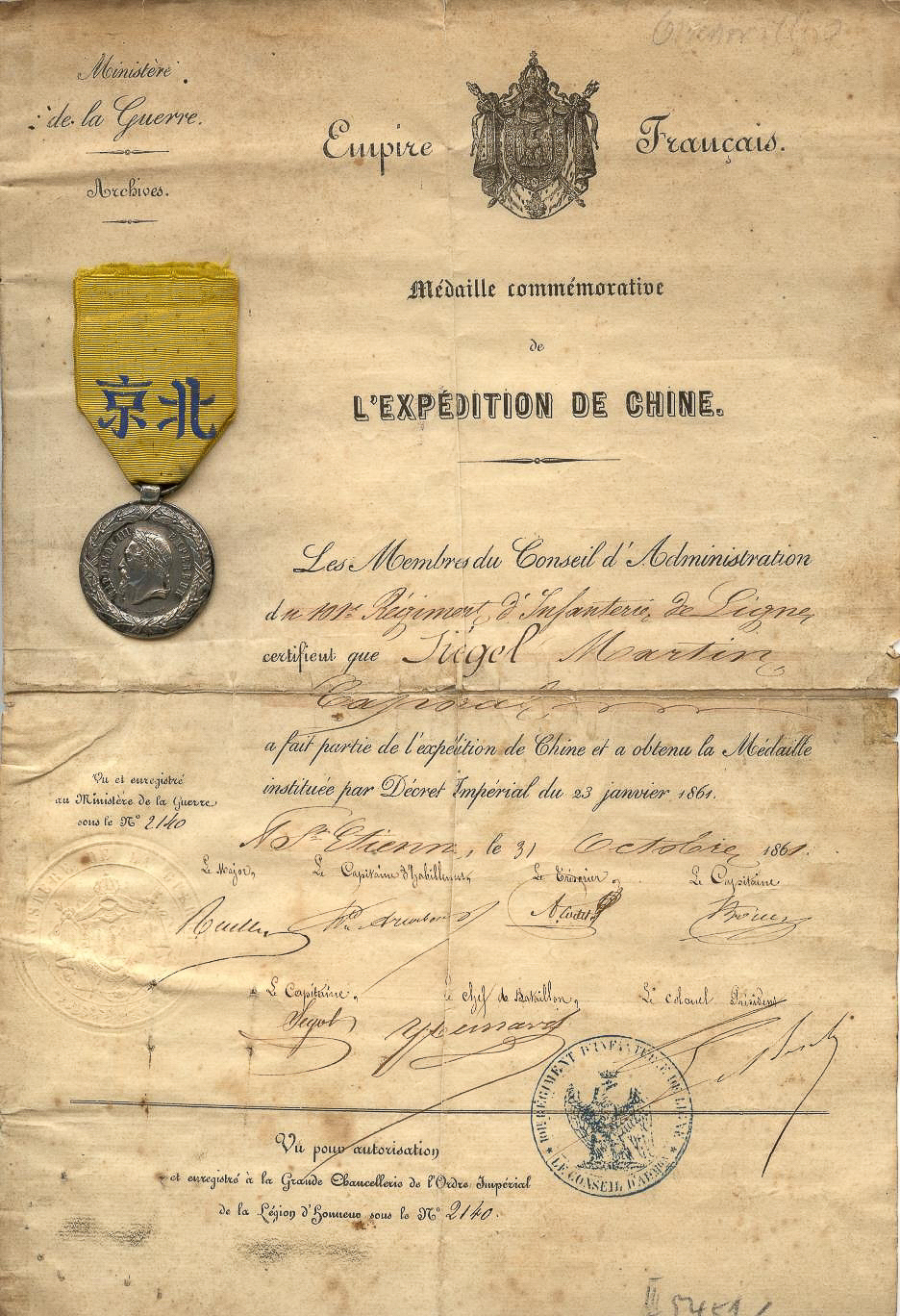